# Бехенна, Кэтрин
Кэтрин Бехенна (англ. Katherine Arthur Behenna, также известна как Kathleen Arthur Behenna; 1860—1926) — шотландская художница, портретистка-миниатюрист.
Также поэтесса, использовала мужские псевдонимы John Prendergast и John Prendregeist; суфражистка.

## Биография
Родилась в 1860 году в шотландском городе Хеленсбурге, близнец с братом Уильямом. Их отец Александр Артур (Alexander Arthur) был из Монреаля, Канада.
Кэтрин получила образование в Монреале, Бостоне, а также в Нью-Йорке в Лиге студентов-художников и Академии Жюлиана в Париже. В Нью-Йорке её учителями были Джордж Де Форест Браш, Джеймс Беквит и Джон Твахтман.
Бехенна создавала миниатюрные портреты на слоновой кости, часто американских светских людей Позолоченного века для коллекционера произведений искусства Питера Мари. В числе её работ были портреты Антуанетты Полк, Анны Рузвельт, Амели Трубецкой и другие. Она создала также портрет принцессы Луизы Великобританской. Работы Кэтрин Бехенны выставлялись в Королевской академии художеств и лондонской Modern Gallery.
Она нарисовала пять панелей фриза «The Path of the Soul», выставленных в 1906 году в нью-йоркском здании Tiffany & Co. Затем Кэтрин переехала в Этапль, Франция, где была членом художественной колонии Этапля.
В 1915 году Бехенна была председателем канадской благотворительной организации Imperial Order Daughters of the Empire и создала её отделения в Нью-Йорке и Балтиморе для подготовки и координации усилий женщин по оказанию помощи во время Первой мировой войны. Являлась суфражисткой.
Интересовалась спиритизмом. Написала небольшой сборник стихов «Mystic Songs of Fire and Flame» (1921). В этом же году читала в Вашингтоне лекцию на тему «Цвет: его влияние на здоровье человека и сохранение молодости тела» («Color: Its Effect on Human Health and the Preservation of Youth in the Body»), читала свои стихи в Художественном клубе Вашингтона. В 1922 году она посетила Монреаль, чтобы прочитать там лекцию на тему «Грядущая раса» («The Coming Race»).
Умерла в Лондоне от кровоизлияния в мозг 21 сентября 1926 года.
В 1885 году Кэтрин вышла замуж за Генри Бехенна (Henry Carstairs Behenna). Вскоре, после рождения дочери Вивиан Маргарет (Vivian Margaret Behenna), супруги развелись.